# Ölhallen 7:an

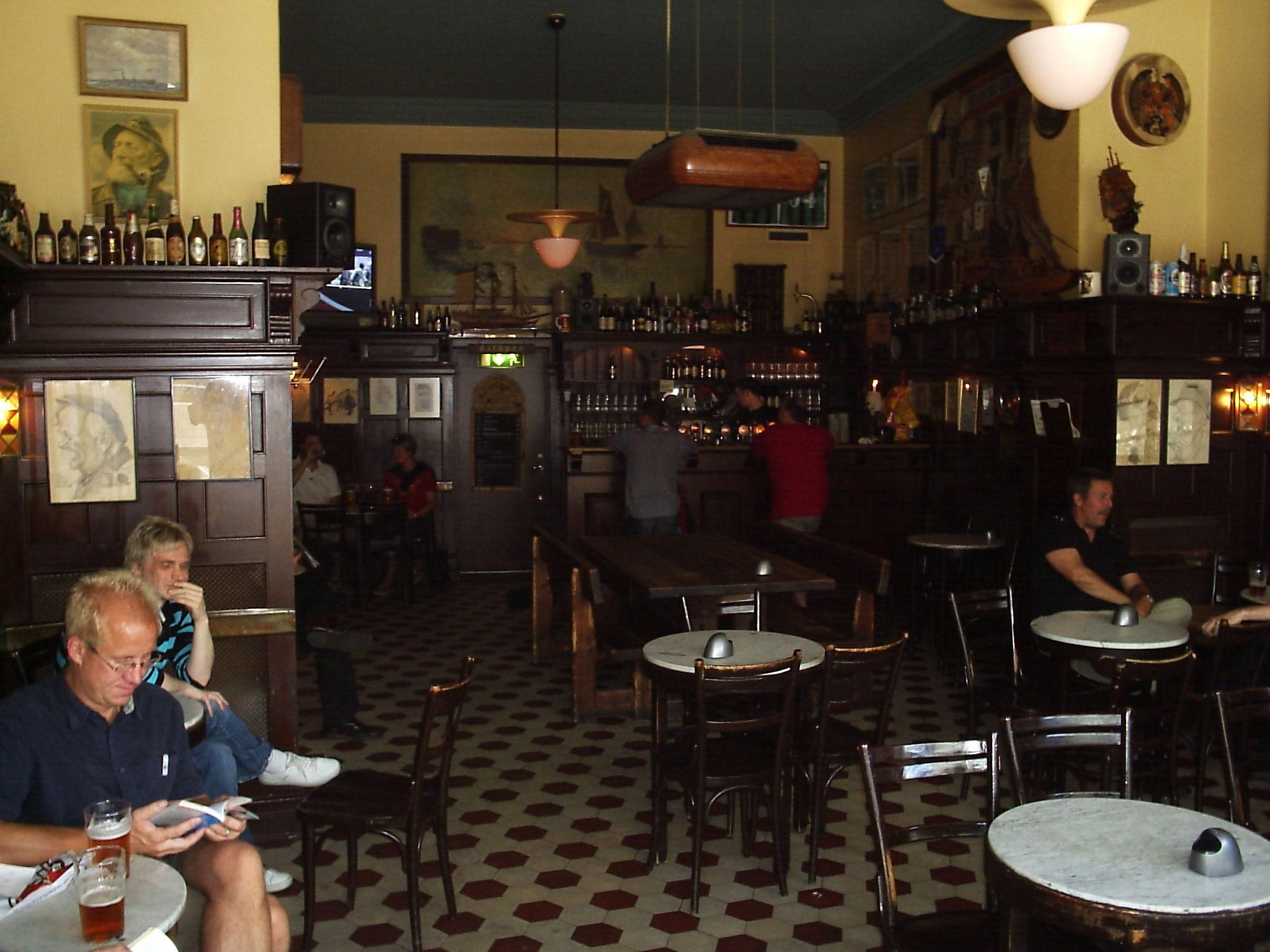
Ölhallens välbevarade interiör

Ölhallen 7:an är en ölhall vid Kungstorget nr 7 inom Vallgraven i Göteborg. Den ligger i kvarteret nr 24, Idogheten i det som fram till 1923 var stadsdelen 1:a roten. Fastigheten bebyggdes 1850 av ägaren till sockerbruket Idogheten vid Vallgatan 37, Fredrik Willerding, och ritades av arkitekten Victor von Gegerfelt. År 1864 ritades byggnadens fasad om av arkitekten J.A. Westerberg. Varje butik fick då en egen entré direkt från gatan. Vid sekelskiftet 1900 fanns det 14 ölhallar och vinstugor samt fyra krogar för brännvin och punsch kring torget, dit både handlare och besökare gick. Huset fick sitt nuvarande utseende 1933 i samband med en ombyggnad. Ölhallen 7:an utgör en viktig del av den äldre torgmiljön kring Stora Saluhallen vid torget.

## Historia
En mer restriktiv lagstiftning till ölkonsumtion kom till under slutet av 1800-talet, vilken med åren skärptes alltmer. Utskänkningsställena fick skarpa restriktioner och en mörk källarlokal med endast jordgolv, bänkar och en bardisk dög inte längre. Rymd och ordnade förhållanden krävdes, och i den andan kom bland andra ölhallen 7:an till. Rusdrycksförordningen 1917, "Brattsystemet" kallad, innebar att maltdrycker och andra drycker med en alkoholhalt som översteg 3,6 volymprocent blev rusdrycker, vilka fick säljas endast i speciella butiker, systembolag. Utskänkningsställen av ölhallstyp fick bara sälja pilsner - maltdrycker med alkoholhalt under 3,6 volymprocent - samt alkoholfria drycker. Konsekvenserna av detta blev att många av de gamla öl- och vinstugorna tvingades slå igen. På 1970-talet kvarstod endast ett dussintal av de 300 som fanns under seklets första decennier. Ölhallen 7:an och "Hartlepool" vid Allmänna vägen var de två enda kvarvarande i mitten av 1990-talet.
År 1850 bestod affärslokalen av ett yttre rum mot gatan och mot gården fanns ett inre rum, eller "magasin" som det kallas på ritningar samt en mindre dörröppning däremellan. Entré från gatan saknades; den var istället placerad innanför byggnadens huvudingång. Husfasaden ritades om 1864, då bland annat ett av butikens två fönster mot torget gjordes om till entré. Öppningen mellan rummen förstorades kraftigt 1889 och det öppna utseende den har idag, skapades då. Lokalens vägg mot gatan glasades upp vid en stor ombyggnaden 1899–1900, då den också fick sitt nuvarande utseende.
7:ans ölhall öppnade måndagen den 31 augusti 1900 i anslutning till det nya affärshuset Torghallen, som stod klart på hösten 1900. Grundare var August Andersson, som hade varit värdshusbiträde på Edvard Anderssons värdshus på Basargatan 10. Två anställda serveringsflickor fanns till hans hjälp de första åren, och från 1903 en tredje flicka för bara ölhallen, Alida Carlsdotter (1875–1961) från Mölnlycke. Andersson och Carlsdotter gifte sig, troligen 1905.
År 1913 dog August Andersson endast fyrtiofem år gammal, och Alida Andersson drev nu själv stället vidare med sådan framgång att hon 1933 kunde köpa en fastighet på Molinsgatan, där hon även bodde. Då hon 1941 gick i pension, tog sonen Gösta över. Dennes son Thomas tog därefter över verksamheten och arbetade vidare tillsammans med sin far mellan 1968 och 1975. Ölhallen såldes 1981 till "kinesen Lai," men redan efter ett år såldes den till Majken Rodenburg, som då arbetat där som servitris sedan 1977. År 1994 bedrevs verksamheten av Rodenburg, Elisabeth (Pia) Mattson och Bosse Pettersson. Mattson fick Göteborgs hembygdsförbunds hedersomnämnande samt diplom, för sitt arbete med att återställa lokalen efter en brand i lokalerna 1996. Den mörkbruna väggpanelen förstördes men gjordes om efter gammalt mönster. Då byggdes även skänkskåpet och bardisken med ett gammalt fotografi som förlaga. Lokalen, ursprungligen upplyst av gaslyktor, har även kvar sina böjträstolar, marmorbord, rödvita klinkergolv, tavlor och prydnadssaker i original.
Annie och Astrid hette två systrar som arbetade 52 respektive 50 år på 7:an.

## Inredning
Den fasta inredningen är huvudsakligen intakt, och består av en hög mörkbrun träpanel i nyrenässansstil. En hylla med fint utformade konsoler finns ovanför. Direkt på den putsade väggen finns ett listverk som utgör panel i mellanbrun, lackerad kulör. Spår av gammal färgsättning finns kvar, men hallens övriga färger är inte ursprungliga. Röda och vita sexkantiga kakelplattor täcker golvet, troligen av tysk tillverkning. Dessa var vanliga i allmänna utrymmen runt sekelskiftet. I samma stil som panelen finns delar av det ursprungliga skänkskåpet kvar, men det har under 1930-talet byggts in i en rundad disk som sedan under 1960-talet byggts om. Mot den överbyggda gården fanns ett fönster som idag har satts igen. En smal passage leder via en bakdörr ut mot Vallgatan.
Göteborgsmotiv från 1930-talet av Arvid Johansson, en av ölhallens stamgäster, hänger på väggarna. Göteborgs-Postens karikatyrtecknare Liss Siden gjorde 1939–1964 ett antal karikatyr-teckningar på ölhallsbesökare, som också finns på väggarna. Marmorskivorna på borden är original, men stolar och bordens underreden är från 1930-talet, då lokalen omdekorerades.
Det minimala köket angränsar till det inre rummet, ett ursprungligen högt och smalt utrymme. Här fick man rum med både kontor och kök genom att tidigt lägga in ett extra bjälklag. I golvhöjd för kontoret hamnade då ett överfönster in till köket, vilket gav en bra överblick av lokalen. Eftersom mat egentligen aldrig serverats på 7:an, blev den minimala köksfunktionen aldrig ett problem.

## Intervju med Alida Andersson 1940
Följande är utdrag ur en längre intervju med ölhallen 7:ans innehavare Alida Andersson, som publicerades i Göteborgs Morgonpost den 31 augusti 1940: 
- "Det var fjorton ölhallar och vinstugor i Saluhallens närhet och dessutom fyra krogar med brännvin och punsch. Vid bardisken trängdes böndernas hustrur, fästmör och döttrar för att fira stadsresan med vin och hade kommersen gått bra, hände det nog att ansiktsfärgen blev en aning hög och skrattsalvorna lite breda. Supen kostade åtta öre och en halvbutelj vin 35 öre."
- "Jag ser ännu framför mig bönderna med sina grovbottnade stövlar, yllehalsdukar och svarta kubbar dundra på betjäningen. Cigarretter röktes inte, men så mycket mer stora cigarrer, av vilka de finaste kostade 23 öre. Luften var full av våta kläder och på de stora kvällarna flöt cigarröken som dimbankar kring gasloberna i taket."
- "Mat har vi inte serverat på "Sjuan" mer än under världskriget, då det påbjöds av vederbörande, att kunderna måste äta för trettio öre för att få vin eller pilsner. Mat - det var ägg och korv." -- "Kaffe och smörgåsar har förekommit ett par perioder."
- "När starkölet och vinerna förbjödos under världskriget försvunno konkurrenterna och jag blev ensam kvar. De trodde inte att rörelsen skulle gå. "Sjuan" började servera kaffe, men när jag märkte att kunderna faktiskt drack pilsnern slutade vi med bönorna. Det är som två olika världar, ölhallarna 1900 och 1940."[7]